# Romance of the Three Kingdoms III
 (octobre 2018).
Si vous disposez d'ouvrages ou d'articles de référence ou si vous connaissez des sites web de qualité traitant du thème abordé ici, merci de compléter l'article en donnant les références utiles à sa vérifiabilité et en les liant à la section « Notes et références ».
Romance of the Three Kingdoms III: Dragon of Destiny (三國志III, Sangokushi III) est un jeu vidéo de grande stratégie développé et édité par Koei en 1992. C'est le troisième titre d'une série populaire, qui en est rendu à sa onzième édition en 2007.
Inspiré du roman Histoire des Trois Royaumes écrit par Luo Guanzhong au XIVe siècle, ce jeu fait partie des séries de simulation historique développées par Koei telles que Nobunaga's Ambition, Genghis Khan et Uncharted Waters.

## Synopsis
Avec l'effondrement de la dynastie Han, un sombre nuage chaotique vint jeter l'ombre sur une Chine jadis paisible. Il a été dit qu'un puissant dragon, prenant la forme d'un grand seigneur, s'élèvera pour unifier cette terre divisée.

## Système de jeu

### Description du jeu
En tant que seigneur durant ces temps difficiles, voici votre chance d'amener la paix à votre peuple. Étendez votre royaume en lançant des attaques sans pitié avec votre cavalerie, vos arbalètes et vos unités de combat naval. Faites accroître vos récoltes et faites brûler le sol ennemi avec des attaques incendiaires dévastatrices. Mais rappelez-vous, la supériorité économique est essentielle afin d'alimenter votre féroce machine de guerre.
Choisissez prudemment vos ambitions! Des rivaux dissimulés se tiennent à l'affût, se préparant à contre-attaquer. Vos ambitions sont grandes, mais allez-vous avoir la force de réaliser pleinement le Destin du Dragon ?

### Déroulement du jeu (version SNES)
Vous devez commencer la partie en choisissant parmi les 6 scénarios offerts:
1. A.D. 189 Dong Zhuo's Rivals Unite
2. A.D. 194 The Chaotic Era Begins
3. A.D. 201 Cao Cao's Power Expands
4. A.D. 208 Zhuge Liang Plots Strategy
5. A.D. 221 Liu Bei Builds Shu Kingdom
6. A.D. 235 Three Kingdoms Fight Decay
Une fois le scénario sélectionné, vous choisissez le nombre de joueurs désirés (0 à 8) et le dirigeant assigné à chaque joueur parmi les portraits disponibles. Vous choisissez ensuite le niveau de difficulté (débutant ou avancé) et dites si vous désirez voir les batailles dans lesquelles vous n'êtes pas impliquées. Enfin, vous devez sélectionner un mode de jeu (historique ou fictif). Notez que le mode de jeu historique influencera les actions de vos adversaires qui tenteront de reproduire l'histoire alors que le mode fictif rendra la partie davantage imprévisible et vous permettra de faire apparaître les officiers que vous avez créé comme officier libre. Une fois ces ajustements faits, vous pouvez démarrer la partie.
Le but du jeu est simple : le joueur doit unifier la Chine en conquérant la totalité des 46 villes. Pour y arriver, vous devrez gérer vos ressources autant humaines que matérielles le plus efficacement possible et user de stratégie afin de vaincre vos rivaux sur les champs de bataille.

## Accueil
- Electronic Gaming Monthly : 29/50 (MD)[1]
- Game Players : 76 % (SNES)[2]
- GamePro : 4,5/5 (SNES)[3]
- Video Games : 70 % (MD)[4]